# Pallenopsis pilosa
Pallenopsis pilosa är en havsspindelart som beskrevs av Hoek, P.P.C. 1881. Pallenopsis pilosa ingår i släktet Pallenopsis och familjen Phoxichilidiidae.
Artens utbredningsområde är Södra Ishavet. Inga underarter finns listade i Catalogue of Life.